# سلادا دل کامینو
سلادا دل کامینو (به اسپانیایی: Celada del Camino) یک شهرستان در اسپانیا است.